# Anita Nall
Nadia Anita Louise Nall, née le 21 juillet 1976 à Harrisburg, est une nageuse américaine.

## Biographie
Aux Jeux olympiques de 1992 à Barcelone, elle remporte le titre lors du relais 4 x 100 mètres quatre nages, elle obtient aussi deux médailles individuelles, l'une en argent sur le 100 mètres brasse et l'autre en bronze sur le 200 mètres brasse. L'année précédente, alors âgée de seulement quinze ans, elle avait battu le record du monde du 200 m brasse lors des sélections pour les Jeux olympiques. En 2000, elle prend sa retraite sportive après avoir échoué à se qualifier pour les Jeux olympiques de Sydney. Elle souffrait notamment de fatigue chronique.

## Palmarès

### Jeux olympiques
- Jeux olympiques de 1992 :
  -  Médaille d'or du relais 4 x 100 mètres quatre nages
  -  Médaille d'argent du 100 mètres brasse
  -  Médaille de bronze du 200 mètres brasse

### Championnats du monde

#### Grand bassin
- Championnats du monde en petit bassin 2000 :
  -  Médaille de bronze du relais 4 x 100 mètres quatre nages

### Championnats pan-pacifiques
- Championnats pan-pacifiques 1993 :
  -  Médaille d'or du 100 mètres brasse
  -  Médaille d'or du 200 mètres brasse
  -  Médaille d'or du relais 4 x 100 mètres quatre nages

### Jeux panaméricains
- Jeux panaméricains de 1995 : 
  -  Médaille de bronze du 200 mètres brasse